# 劉從德
刘从德（?—?），表字复本，益州华阳县（今四川省成都市）人，北宋外戚，刘美长子。
父刘美死，刘从德年十四，由殿直转任供备库使。刘太后临朝，刘从德只因为是外戚，被太后恩宠无比，历任恩州刺史、蔡州团练使、知和州、卫州、相州。在卫州时，县吏李熙辅讨好他，他向朝廷举荐。刘太后于是任命李熙輔为京官。从事郑骧也因为攀附刘从德升官。他的妻子王氏是嘉州大富豪王蒙正之女。王蒙正贿赂而得郎官、刺史之职。刘从德得病，召还京师。在途中去世，年仅二十四岁。赠保宁军节度使，谥号康怀，封荣国公。太后录用内外姻戚门人、僮隶数十人。他的妹夫马季良、表兄钱暧、岳父王蒙正都升官。